# Bec-croisé perroquet
 Loxia pytyopsittacus 
Espèce
Statut de conservation UICN

 LC  : Préoccupation mineure
Le Bec-croisé perroquet (Loxia pytyopsittacus) est une espèce d’oiseaux de la famille des Fringillidae.

## Morphologie
Comparativement au bec-croisé des sapins, cet oiseau est plus grand avec la tête plus large et le bec plus massif, aux mandibules plus renflées. Le mâle présente l’extrémité des grandes couvertures blanchâtre et la femelle montre du gris dans la région de la tête.

## Comportement

### Alimentation
Il fréquente les forêts de pins ou de conifères avec beaucoup de pins et visite aussi les épicéas lors des invasions. En revanche, il est assez rare dans les forêts mixtes de conifères et de feuillus car c’est un spécialiste des pignes de pins. Il décortique essentiellement les cônes du pin sylvestre (Pinus sylvestris) mais se rabat, en cas de mauvaise fructification, sur les pommes du pin arolle (P. cembra) ou du pin de Sibérie (P. sibirica). Il exploite occasionnellement les aulnes, les mélèzes mais rarement les épicéas et on a remarqué qu’il consomme aussi parfois les pignes vertes. Des baies (surtout des airelles) et des chatons d’aulne complètent son régime alimentaire. Les jeunes sont nourris de graines de pins régurgitées et d’insectes.
Knox (1983) a montré qu’il existe chez pytyopsittacus mais aussi chez curvirostra non seulement une asymétrie entre le bec et les muscles mandibulaires mais aussi entre la longueur du tarse et le sens du croisement. En effet l’oiseau maintient toujours le cône
avec davantage d’effort d’un côté. Ainsi lorsque le bec se croise à droite, le tarse gauche est
plus fort et vice-versa. Son gros bec massif aux mandibules croisées et fortement renflées
traduit une adaptation fonctionnelle spécifique, le décorticage des cônes de pins. Comme le bec-croisé des sapins, il maintient souvent les cônes avec les pattes pour les travailler ensuite avec le bec. Il adopte aussi les mêmes positions, souvent avec la tête en bas, pour exploiter les cônes suspendus. Parfois, il emporte un cône pour le travailler plus loin, dans de meilleures conditions.

### Mœurs
Hors période de nidification, il est social et très loquace. Il constitue alors des groupes
erratiques plus ou moins importants composés de mâles, de femelles et de jeunes exploitant
ensemble les ressources alimentaires disponibles. Il adopte un comportement général
plus lent que le bec-croisé des sapins avec lequel il s’associe parfois.

### Reproduction

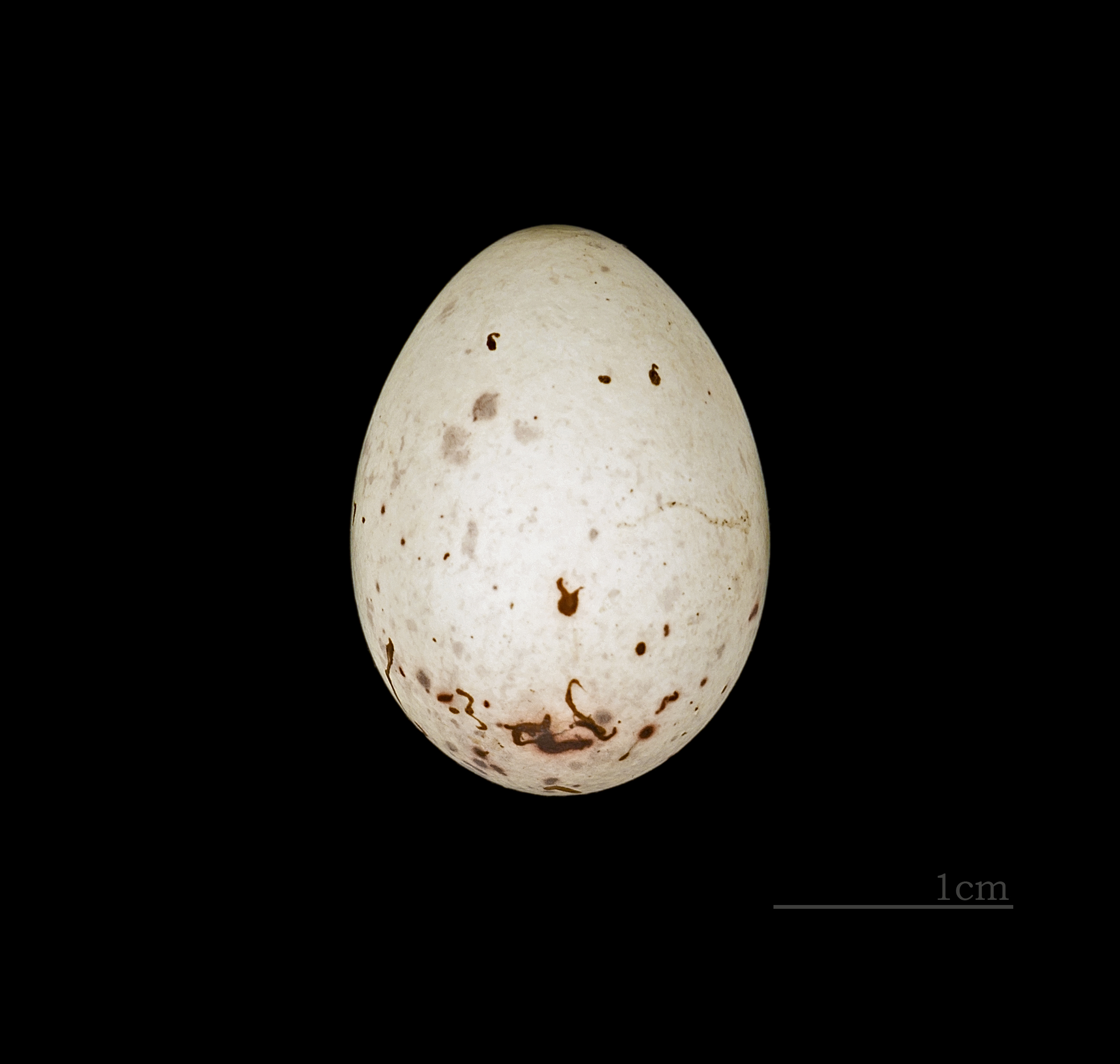
Œufs de Bec-croisé perroquet Muséum de Toulouse

Dans la zone de nidification régulière, des œufs ont été trouvés de décembre à juin
mais essentiellement de mi-mars à mi-avril. Le nid est plus massif que celui du bec-croisé
des sapins et les œufs légèrement plus gros. Il est placé à moyenne ou grande hauteur,
presque toujours dans un pin. L’incubation dure de 14 à 16 jours.

## Répartition et habitat
Cette espèce vit dans le nord-est de l'Europe jusqu'à l'ouest de la Russie. En France, c'est un oiseau rare.

## Voix
Cris plus graves et plus durs que ceux du Bec-croisé des sapins.

### Distribution
Cet oiseau est nicheur en Scandinavie et dans le nord-ouest de la Russie, jusqu’aux environs des monts Oural. Il est migrateur ou irruptif dans le nord de l’Europe jusque dans le nord de l’Allemagne, aux Pays-Bas (où il se reproduit épisodiquement), en Belgique et en France.

### Déplacements
Ses invasions coïncident habituellement avec celles du bec-croisé des sapins mais elles semblent être moins fréquentes et moins étendues, atteignant régulièrement le Danemark et l’ouest de l’Allemagne, rarement au-delà. Une irruption avait été signalée en Grande-Bretagne en 1962 au cours de laquelle 36 oiseaux furent capturés sur l’île Fair, au nord-est de l’Écosse et quelques-uns ailleurs; l’année suivante un couple nichait probablement dans le Surrey, comté au sud de Londres. Après l’invasion de 1982-83 en Europe occidentale, des individus sont restés sur place en Grande-Bretagne et dans le nord de la France où ils se seraient reproduits les années suivantes en 1984 et 1985. Des individus sont notés fin 2017 et début 2018 dans les Hauts-de-France (Nord, Pas-de-Calais et littoral de la Somme). Un oiseau est même noté en forêt de Rambouillet dans les Yvelines.

## Protection
Le Bec-croisé perroquet bénéficie d'une protection totale sur le territoire français depuis l'arrêté ministériel du 17 avril 1981 relatif aux oiseaux protégés sur l'ensemble du territoire. Il est donc interdit de le détruire, le mutiler, le capturer ou l'enlever, de le perturber intentionnellement ou de le naturaliser, ainsi que de détruire ou enlever les œufs et les nids, et de détruire, altérer ou dégrader son milieu. Qu'il soit vivant ou mort, il est aussi interdit de le transporter, colporter, de l'utiliser, de le détenir, de le vendre ou de l'acheter.

## Systématique
L'espèce Loxia pytyopsittacus a été décrite pour le naturaliste allemand Moritz Balthasar Borkhausen en 1793.